# Grand Wizard Theodore
Grand Wizard Theodore, GrandWizzard Theodore o DJ GrandWizzard Theodore, pseudonimo di Theodore Livingston (New York, 5 marzo 1963), è un disc jockey statunitense afroamericano di musica hip hop, generalmente considerato come l'inventore dello scratch.
Suo fratello, Mean Jean, gli fece da mentore e da maestro riguardo alle tecniche di DJing esistenti, cosicché Theodore fu avviato a questa pratica già da ragazzino.
Grazie anche a questo precoce interesse, Theodore non solo mise a punto lo scratch, ma diventò uno dei migliori interpreti del needle drop e di altre tecniche da lui inventate o perfezionate, anche grazie alla pratica accanto ad un altro pioniere dell'hip hop, Grandmaster Flash.
Durante gli anni 1980 Theodore fu uno dei fondatori della band Grandwizard Theodore & the Fantastic Five, con cui pubblicò "Can I Get a Soul Clap" nel 1980. Il DJ recitò anche una parte nel film del 1983 Wild Style, contribuendo anche alla colonna sonora della pellicola. Descrisse e spiegò poi le origini dello scratch nel film documentario Scratch.
La frase di Theodore "Say turn it up" dal suo pezzo "Fantastic Freaks at the Dixie" fu campionata e usata tra gli altri dai Public Enemy nel pezzo "Bring the Noise" e da Bomb the Bass nel pezzo "Megablast".